# Владимир Василев (пластичен хирург)
Владимир Василев Василев е български пластичен хирург, доцент. Заместник-началник на Военномедицинска академия по диагностично-лечебната дейност (от 2018 г.) и началник на катедра „Пластична хирургия и дерматология“.

## Биография
Владимир Василев завършва медицина в Медицински университет – София през 1989 г. като военен стипендиант. Има признати специалности по обща хирургия и пластична хирургия, както и квалификация по здравен мениджмънт. През 2013 г. защитава дисертационен труд за придобиване на образователна и научна степен „доктор“ на тема „Mohs микрографска хирургия при базоцелуларни карциноми, изискващи пластично възстановяване“ с научен ръководител проф. Мирослава Кадурина.
Преподава от 1992 г. на военни и цивилни лекари в областта на изгарянията и пластичната хирургия, като води лекции, упражнения, семинари, курсове. Печели конкурс за академичната длъжност „асистент“ към Клиниката по изгаряния на ВМА, базирана в института за спешна помощ „Пирогов“ през 1991 г. През 1995 г. е избран за старши асистент.. През 2015 г. след конкурс е избран за доцент.
Съосновател е на Българската асоциация по пластична, реконструктивна и естетична хирургия (2000 г.).
В кариерата си преминава през различни постове: началник на Отделение по изгаряния, пластична и естетична хирургия към катедрата по Ортопедична травматология и реконструктивна хирургия на ВМА; временно изпълняващ длъжността началник на Клиника по орална, челюстна, лицево-челюстна и пластична хирургия на ВМА; началник на Отделение по изгаряния, пластична и естетична хирургия; началник на Клиниката по пластична хирургия във Военномедицинска академия, МБАЛ – София; началник на Катедра „Пластична хирургия и дерматология“.
От 14 март 2018 г. е назначен за заместник-началник на ВМА по диагностично-лечебната дейност.